# 斯特林教授

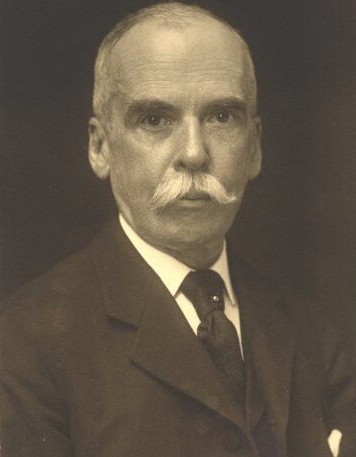
约翰·威廉·斯特林

斯特林教授（英語：Sterling Professor）是美國耶魯大學最高的學術等級（Academic Ranking），一般授予在某領域最傑出的在職教授。

## 歷史
傳統上，一般同時只有27人得享此項殊榮，但今日在職的斯特林教授有四十人之多。
此學術等級藉由耶魯1864年的畢業生約翰·威廉·斯特林捐贈的約一千萬美元善款創立。